# 陈启能 (历史学家)
陈启能（1934年10月—），祖籍浙江上虞，出生于上海，中国历史学家，中国社会科学院世界历史研究所研究员，中国社会科学院荣誉学部委员。1959年毕业于苏联列宁格勒大学。